# Umiken
Umiken is een plaats en voormalige gemeente in het Zwitserse kanton Aargau en maakt deel uit van het district Brugg.
Umiken telt 1063 inwoners.

## Geschiedenis
Op 1 januari 2010 ging Umiken op in de gemeente Brugg.

## Externe link

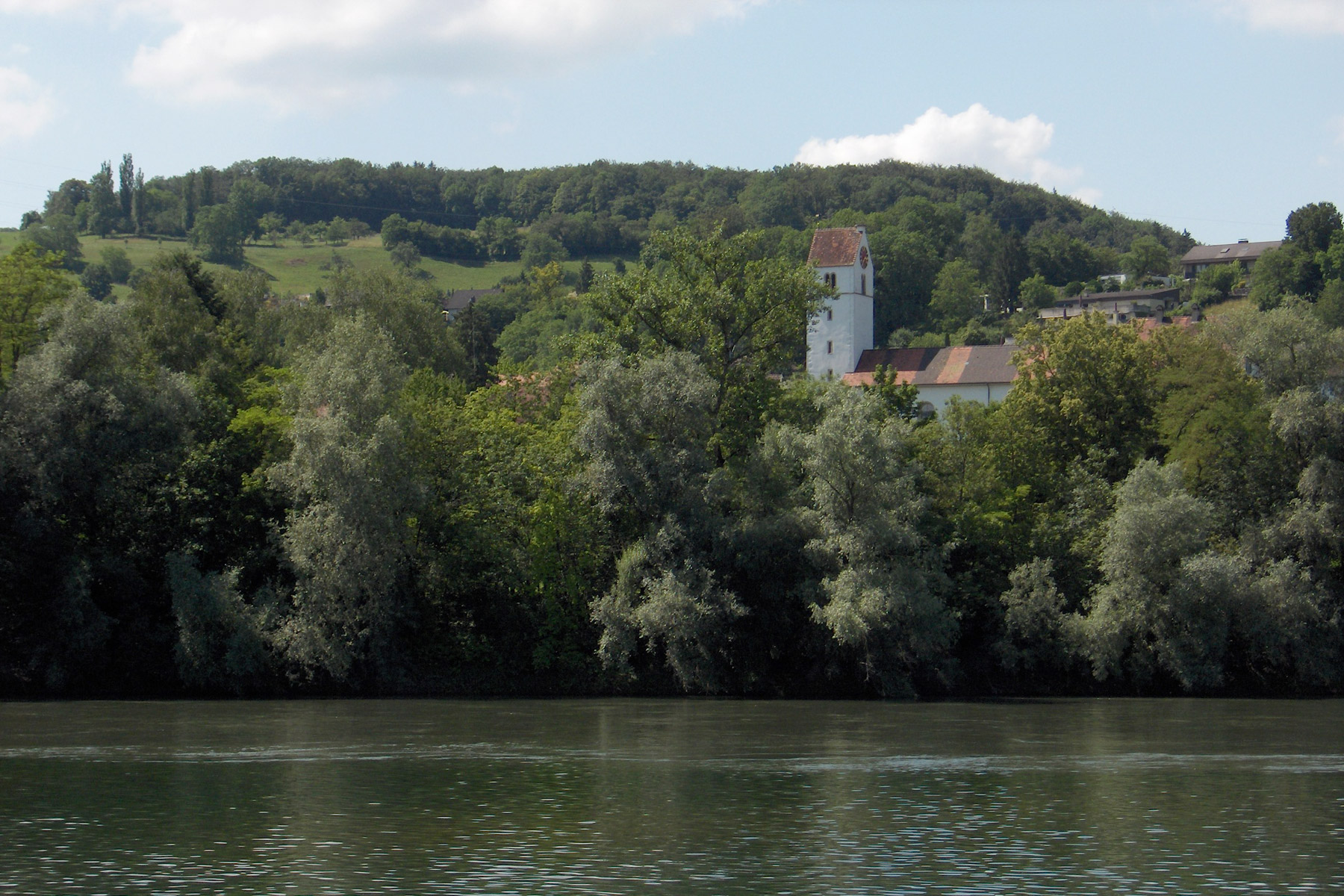
Umiken aan de Aare